# 24h Le Mans 1958

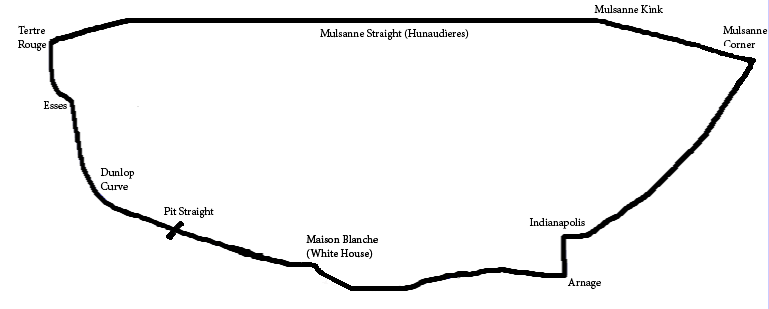
Tor Circuit de la Sarthe

24h Le Mans 1958 – 24-godzinny wyścig rozegrany na torze Circuit de la Sarthe w dniach 21–22 czerwca 1958 roku. Był piątą rundą Mistrzostw Świata Samochodów Sportowych.

## Wyniki
Źródło: experiencelemans.com
| Poz. | Klasa  | Nr | Zespół                        | Kierowcy                              | Nadwozie               | Silnik               | Okr. |
| ---- | ------ | -- | ----------------------------- | ------------------------------------- | ---------------------- | -------------------- | ---- |
| 1    | S 3000 | 14 | Scuderia Ferrari              | Olivier Gendebien Phil Hill           | Ferrari 250 TR58       | Ferrari 3.0L V12     | 305  |
| 2    | S 3000 | 5  | P & A.G. Whitehead            | Graham Whitehead Peter Whitehead      | Aston Martin DB3S      | Aston Martin 3.0L I6 | 293  |
| 3    | S 2000 | 29 | Porsche KG                    | Jean Behra Hans Herrmann              | Porsche 718 RSK Spyder | Porsche 1.6L Flat-4  | 291  |
| 4    | S 1500 | 31 | Porsche KG                    | Edgar Barth Paul Frère                | Porsche 718 RSK        | Porsche 1.5L Flat-4  | 290  |
| 5    | S 1500 | 32 | Baron Carel Godin de Beaufort | Carel Godin de Beaufort Herbert Linge | Porsche 550A RS        | Porsche 1.5L Flat-4  | 288  |
| 6    | S 3000 | 21 | Equipe Nationale Belge        | Jean Blaton Alain de Changy           | Ferrari 250 TR         | Ferrari 3.0L V12     | 279  |
| 7    | S 3000 | 22 | Ed Hugus                      | Ed Hugus Ray Erickson                 | Ferrari 250 TR         | Ferrari 3.0L V12     | 278  |
| 8    | S 2000 | 28 | AC Cars Ltd.                  | Richard Stoop Peter Bolton            | AC Ace LM Prototype    | Bristol 2.0L I6      | 257  |
| 9    | S 2000 | 27 | AC Cars Ltd.                  | Hubert Patthey Georges Berger         | AC Ace                 | Bristol 2.0L I6      | 255  |
| 10   | S 1500 | 34 | Jean-Paul Colas               | Jacques Dewes Jean Kerguen            | Porsche 550A RS        | Porsche 1.5L Flat-4  | 254  |
| 11   | S 750  | 42 | Automobili O.S.C.A.           | Alejandro de Tomaso Colin Davis       | O.S.C.A. Sport 750 TN  | O.S.C.A. 0.7L I4     | 252  |
| 12   | S 750  | 44 | Automobiles Deutsch et Bonnet | Gérard Laureau Louis Cornet           | DB HBR4 Spyder         | Panhard 0.7L Flat-2  | 250  |
| 13   | S 750  | 46 | Automobiles Deutsch et Bonnet | Paul Armagnac Jean-Claude Vidilles    | DB HBR4                | Panhard 0.7L Flat-2  | 242  |
| 14   | S 750  | 41 | Automobili O.S.C.A.           | Jean Laroche Rémy Radix               | O.S.C.A. Sport 750     | O.S.C.A. 0.7L I4     | 241  |
| 15   | S 3000 | 10 | Bruce Halford                 | Bruce Halford Brian Naylor            | Lister LM              | Jaguar 3.0L I6       | 241  |
| 16   | S 2000 | 24 | Peerless Cars                 | Peter Jopp Percy Crabb                | Peerless GT Coupe      | Triumph 2.0L I4      | 240  |
| 17   | S 750  | 51 | Equipe Monopole Course        | Jacques Poch Guy Dunaud-Saultier      | Monopole X86           | Panhard 0.7L Flat-2  | 218  |
| 18   | S 750  | 45 | Automobiles Deutsch et Bonnet | Robert Mougin Jean Lucienbonnet       | DB HBR4                | Panhard 0.7L Flat-2  | 214  |

### Nie sklasyfikowani
| Poz. | Klasa | Nr | Zespół                  | Kierowcy                                          | Nadwozie          | Silnik                  | Okr. |
| ---- | ----- | -- | ----------------------- | ------------------------------------------------- | ----------------- | ----------------------- | ---- |
| 19   | S 750 | 53 | Automobili Stanguellini | François Sigrand René-Louis Revillon Michel Nicol | Stanguellini 750S | Stanguellini 0.7L I4    | 212  |
| 20   | S 750 | 55 | Team Lotus Engineering  | Alan Stacey Tom Dickson                           | Lotus 11          | Coventry Climax 0.7L I4 | 202  |

### Nie ukończyli
| Poz. | Klasa  | Nr | Zespół                            | Kierowcy                                  | Nadwozie                       | Silnik                  | Okr. |
| ---- | ------ | -- | --------------------------------- | ----------------------------------------- | ------------------------------ | ----------------------- | ---- |
| 21   | S 3.0  | 8  | J.D. Hamilton                     | Duncan Hamilton Ivor Bueb                 | Jaguar D-Type                  | Jaguar 3.0L I6          | 251  |
| 22   | S 3.0  | 3  | David Brown Racing Dept.          | Tony Brooks Maurice Trintignant           | Aston Martin DBR1/300          | Aston Martin 3.0L I6    | 173  |
| 23   | S 1100 | 38 | Team Lotus Engineering            | Innes Ireland Mike Taylor                 | Lotus 11                       | Coventry Climax 1.1L I4 | 162  |
| 24   | S 3000 | 1  | Francisco Godia                   | Francisco Godia Jo Bonnier                | Maserati 300 S                 | Maserati 3.0L I6        | 142  |
| 25   | S 750  | 47 | Bernard Deviterne                 | Marcel Laillier René Bartholoni           | DB HBR5                        | Panhard 0.7L Flat-2     | 129  |
| 26   | S 2000 | 25 | North American Racing Team (NART) | Pedro Rodríguez José Behra                | Ferrari 500 TR58               | Ferrari 2.0L I4         | 119  |
| 27   | S 3000 | 12 | Scuderia Ferrari                  | Mike Hawthorn Peter Collins               | Ferrari 250 TR58               | Ferrari 3.0L V12        | 112  |
| 28   | S 750  | 54 | Automobili Stanguellini           | René Philippe Faure Michel Nicol          | Stanguellini 750S              | Stanguellini 0.7L I4    | 110  |
| 29   | S 3000 | 16 | Scuderia Ferrari                  | Wolfgang von Trips Wolfgang Seidel        | Ferrari 250 TR58               | Ferrari 3.0L V12        | 101  |
| 30   | S 750  | 48 | Equipe Monopole Course            | Maurice van der Bruwaene Jacques Lefourel | Monopole X89                   | Panhard 0.7L Flat-2     | 101  |
| 31   | S 1100 | 40 | John Ogier                        | Tommy Bridger Peter Blond                 | Tojeiro                        | Coventry Climax 1.1L I4 | 83   |
| 32   | S 3000 | 19 | North American Racing Team (NART) | Edwin D. Martin Fernand Tavano            | Ferrari 250 TR                 | Ferrari 3.0L V12        | 77   |
| 33   | S 3000 | 20 | Equipe Los Amigos                 | François Picard Jaroslav Juhan            | Ferrari 250 TR                 | Ferrari 3.0L V12        | 72   |
| 34   | S 3000 | 18 | North American Racing Team (NART) | Dan Gurney Bruce Kessler                  | Ferrari 250 TR                 | Ferrari 3.0L V12        | 64   |
| 35   | S 1500 | 37 | Squadra Virgilio Conrero          | Marcel Lauga Jean Hébert                  | Alfa Romeo Giulietta SV Zagato | Alfa Romeo 1.3L I4      | 59   |
| 36   | S 2000 | 30 | Porsche KG                        | Richard von Frankenberg Claude Storez     | Porsche 718 RSK                | Porsche 1.6L Flat-4     | 55   |
| 37   | S 3000 | 4  | David Brown Racing Dept.          | Roy Salvadori Stuart Lewis-Evans          | Aston Martin DBR1/300          | Aston Martin 3.0L I6    | 49   |
| 38   | S 3000 | 11 | Henri Peignaux                    | Jean-Marie Brousselet André Guelfi        | Jaguar D-Type                  | Jaguar 3.0L I6          | 47   |
| 39   | S 3000 | 17 | Fernand Tavano                    | Alfonso Gomez-Mena Piero Drogo            | Ferrari 250 TR                 | Ferrari 3.0L V12        | 45   |
| 40   | S 750  | 50 | Equipe Monopole Course            | Bernard Costen Jean Vinatier              | Monopole VM5                   | Panhard 0.7L Flat-2     | 44   |
| 41   | S 3000 | 9  | Equipe Nationale Belga            | Freddy Rouselle Claude Dubois             | Lister LM                      | Jaguar 3.0L I6          | 43   |
| 42   | S 1500 | 35 | Team Lotus Engineering            | Jay Chamberlain Pete Lovely               | Lotus Mk15                     | Coventry Climax 1.5L I4 | 39   |
| 43   | S 750  | 52 | Automobili Stanguellini           | Georges Guyot Pierre Ros                  | Stanguellini 750S              | Stanguellini 0.7L I4    | 38   |
| 44   | S 3000 | 58 | Écurie Francorchamps              | Lucien Bianchi Willy Mairesse             | Ferrari 250 TR                 | Ferrari 3.0L V12        | 33   |
| 45   | S 1500 | 36 | Squadra Virgilio Conrero          | Giorgio Ubezzi Eric Catulle               | Alfa Romeo Giulietta SV Zagato | Alfa Romeo 1.3L I4      | 31   |
| 46   | S 3000 | 2  | David Brown Racing Dept.          | Stirling Moss Jack Brabham                | Aston Martin DBR1/300          | Aston Martin 3.0L I6    | 30   |
| 47   | S 3000 | 57 | Maurice Charles                   | Maurice Charles John Young                | Jaguar D-Type                  | Jaguar 3.0L I6          | 29   |
| 48   | S 1100 | 39 | Car Exchange                      | William Frost Robert Hicks                | Lotus 11                       | Coventry Climax 1.1L I4 | 28   |
| 49   | S 2000 | 23 | Jean Thépenier                    | Eugène Martin Michel Dagorne              | Maserati 200SI                 | Maserati 2.0L I4        | 20   |
| 50   | S 750  | 56 | Equipe Lotus France               | Roger Masson André Héchard                | Lotus Mk15                     | Coventry Climax 0.7L I4 | 19   |
| 51   | S 750  | 49 | Equipe Monopole Course            | René Cotton André Beaulieux               | Monopole X86                   | Panhard 0.7L Flat-2     | 10   |
| 52   | S 3000 | 6  | Ecurie Ecosse                     | Jack Fairman Masten Gregory               | Jaguar D-Type                  | Jaguar 3.0L I6          | 7    |
| 53   | S 2000 | 26 | Team Lotus Engineering            | Cliff Allison Graham Hill                 | Lotus Mk15                     | Coventry Climax 2.0L I4 | 3    |
| 54   | S 3000 | 7  | Ecurie Ecosse                     | John Lawrence Ninian Sanderson            | Jaguar D-Type                  | Jaguar 3.0l I6          | 2    |
| 55   | S 750  | 43 | Just-Émile Vernet                 | Jean-Marie Dumazer Robert Dutoit          | V.P.                           | Renault 0.7L I4         | 2    |